# Жеэ (замок)
Жеэ (фр. Château de Jehay, нидерл. Kasteel van Jehay) — старинный замок, возведённый в XVI веке. Расположен в муниципалитете Аме, в провинции Льеж, в регионе Валлония, Бельгия. Комплекс из жилой резиденции и окружающего парка классифицирован как объект культурного наследия Валлонии и является одним из самых популярных туристических мест в провинции Льеж. За многовековую историю не раз менялись и владельцы замка, и его внешний вид. В настоящее время Жеэ является собственностью провинции Льеж. Здание полностью отремонтировано снаружи, но продолжается реставрация интерьеров. Вход внутрь для публики недоступен. Зато территория вокруг замка открыта для посещения. В парке проводится много культурно-массовых мероприятий. По своему типу Жеэ относится к замкам на воде.

## История

### Ранний период
Возникновение дворянского имения Жеэ, возможно, восходит к XII веку. Но документы о том периоде времени очень скудны. Наиболее достоверные сведения о судьба этой территории начинаются с эпохи XV века. Ряд свидетельств, датированных до 1500 года, косвенно указывает на наличие крепости в этой усадьбе, но её точное местоположение не удалось установить.
В 1433 году имение Жеэ было конфисковано у рода Ватье-Датена. Позднее оно перешло в руки представителей семьи Гусвинов де Бейне, а от них в качестве приданого к знатным родам де Тюэн и де Сарт.

### Эпоха Ренессанса
В конце XV века Иде де Тюэн вышла замуж за Гельмана де Сарта, который и стал новым владельцем замка в 1498 году. Это право было подтверждено 19 сентября 1506 года. 17 сентября 1512 года Иде де Тюэн скончалась. Брак был бездетным. Вскоре Гельман де Сарт снова женился на Дженн д'Альстеренн де Хамале. От этого союза родился Жан Гельман де Сарт.
В 1537 году Жан Гельман де Сарт унаследовал семейное поместье. Он быстро взялся за реконструкцию замка. Источником благополучия для де Сарта оказалась женитьба на богатой Маргарите де ла Фальуаз. Почти на два столетия замок стал жилой резиденцией нескольких поколений потомков этого союза. Около 1550 года Жеэ был значительно расширен.
Со временем вокруг резиденции появился пейзажный парк. Кроме того, рядом разбили сады и построили оранжереи.

Герб рода Мероде (дворянский род)

У Жана Гельмана и Маргариты де ла Фальуаз родилась дочеь, получившая имя Жанна. Она вышла замуж за Арну де Мероде, представителя влиятельного княжеского рода, входившего в круг высшей европейской аристократии.

### XVIII-XIX века

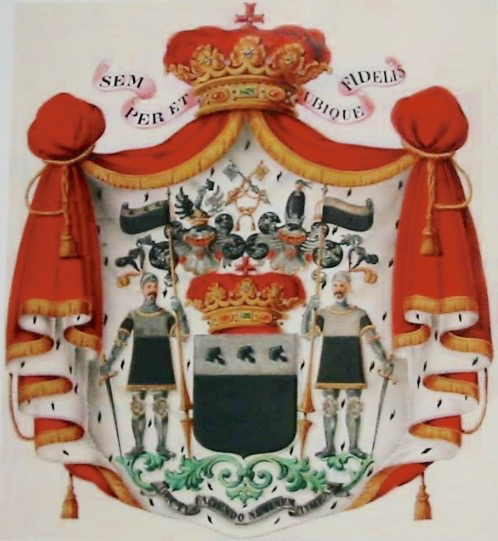
Родовой герб рода Ван ден Стен (дворянский род)

В декабре 1720 года Иоахим Жозеф де Мерод решил продать свои владения, а также прилагающиеся титулы. Имение с резиденцией приобрёл Ламбер ван ден Стен. Он был владельцем крупного поместья Саиве в Хесбае, олдерменом Льежа и советником льежского принца-епископа Жозефа Клемана Баварского.
Представители семьи ван ден Стен оставалась владельцами поместья на протяжении последующих 280 лет. За это время члены рода занимали многие высшие должности. В частности, Шарль Аман стал губернатором провинции Льеж в независимой Бельгии и получил титул графа ван ден Стен де Жеэ.
В XIX веке замок ещё несколько раз пережил ремонты и реконструкции. Постепенно он обрёл свой современный вид. Последние важные работы проводились под руководством Альфонса Балата, придворным архитектором короля Леопольда II. Тогда же снесли многочисленные хозяйственные пристройки, а также возвели парадную лестницу и входную галерею.

### XX век
В начале XX века замок с поместьем сдали в аренду представителям рода де Лидекерке. Глава этой семьи Пьер де Лидекерке де Пайе с 1903 по 1926 год был бургомистром коммуны Жеэ-Бодене. До 1936 года он представлял политические интересы региона в парламенте Бельгии.
Во время Второй мировой войны в 1942 году замок оказался в распоряжении NMBS/SNCB (Бельгийской национальной железнодорожной компании). До 1950-го в резиденции размещался лагерь отдыха для детей фламандских железнодорожников.
В 1950 году граф Ги ван ден Стен де Жеэ смог восстановить права на владение замком. Этот аристократ стал известен в Бельгии как скульптор. Его работы из бронзы до сих пор украшают замковый парк. Кроме того, он увлекался лыжным спортом и не раз представлял страну на международных спортивных соревнованиях. Граф поселился в поместье со своей женой, урождённой леди Мойрой Батлер, британской аристократкой, дочерью 5-го маркиза Ормонда.
Ги ван ден Стен оказался последним частным владельцем комплекса. В 1978 году он решил продать властям провинции Льеж yнаследованную собственность. Правда, оговорил право пожизненного проживания в резиденции, а также оставил себе часть коллекции произведений искусства.
С 1 января 2000 года поместье со всеми сооружения находится в полной собственности провинции Льеж.

## Описание комплекса

### Замок
Весь комплекс окружён широкими рвами, заполненными водой. Более того, замок и другие сооружения находится на отдельных островах. В прежние времена попасть на них можно было только по подъёмным мостам. К XX веку все части комплекса соединены дамбами или стационарными мостами.
Резиденция состоит из основного двухэтажного жилого здания с высокой крышей, к которому примыкают две круглые башни. Особенность фасадов проявляется в необычном шахматном узоре, когда чередуются блоки из песчаника (коричневые) и известняка (белые). Такой вид Жеэ имел ещё несколько веков назад. К главному зданию с севера примыкает двухэтажное крыло.
К востоку от хозяйской резиденции находится отдельное П-образное здание. По его углам сохранились квадратные башни. В прежние времена, когда Жеэ был крепостью, здесь находился форбург. Позднее тут стали жить слуги, повара и конюхи. Кроме того, здесь находились склады, кузница, конюшни и разные хозяйственные службы. В настоящее время в этой части комплекса расположены сувенирный магазин, выставочные площади и офисы для персонала. Реставрация бывшего форбурга завершилась ещё в 2006 году.

### Сторожка

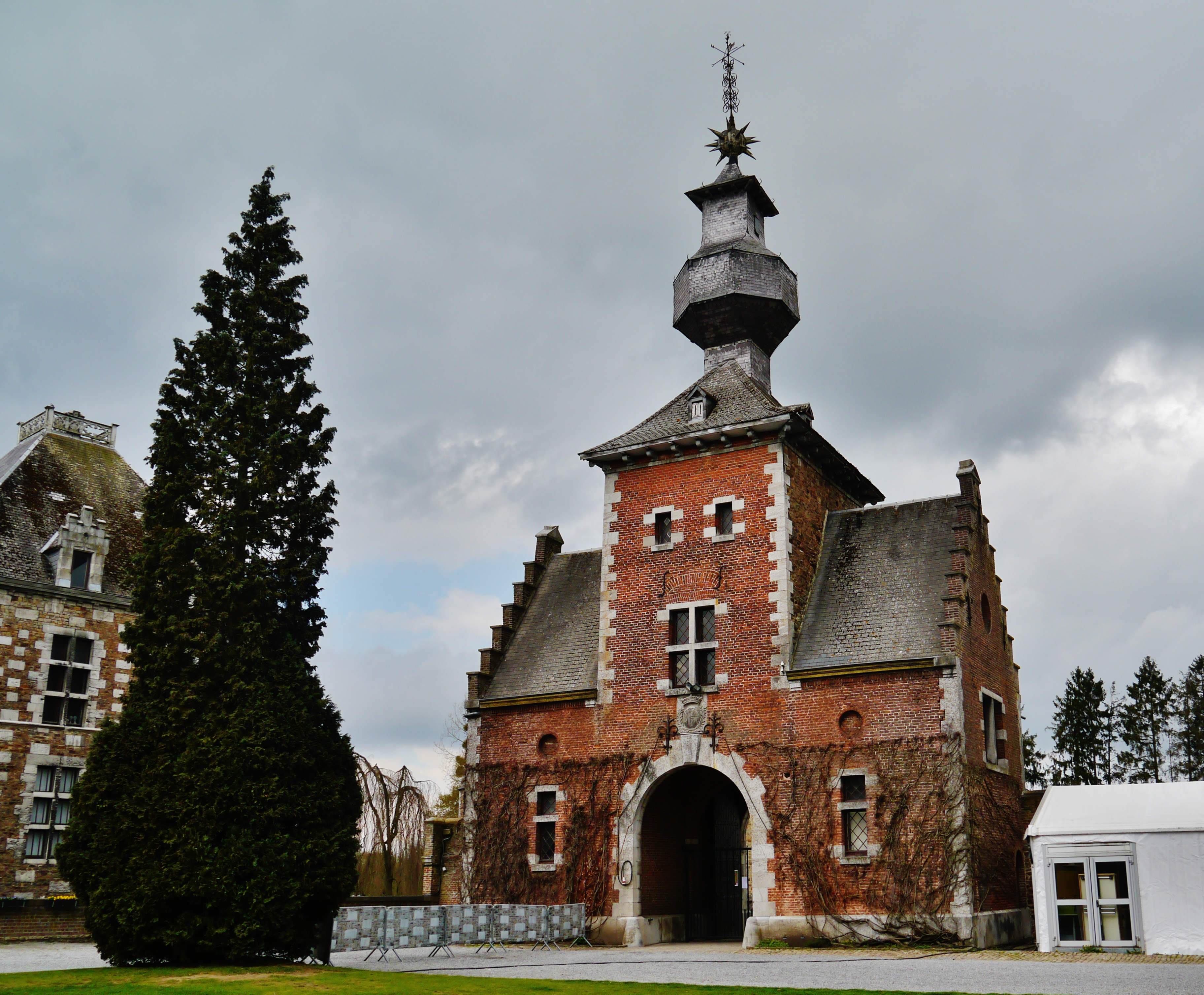
Сторожка замка

Между основной резиденцией и форбургом в северной части сохранилось здание сторожки, возведённой в XVI веке. Некогда здесь располагался главный вход.  На его внешнем фасаде до сих пор сохранились остатки направляющих, используемых для управления подъёмным мостом. Само здание сторожки привлекает внимание необычной выпуклой крышей, которую венчает флюгер.

### Капелла
На отдельном острове к северу от замка находится церковь Святого Ламберта Маастрихтского. Это крупное здание, где до сих пор проводятся службы и находится усыпальница прежних собственников замка.

### Сады и парк
Общая площадь поместья превышает 22 гектаров. Здесь находятся сады, огороды, оранжереи, парк и открытые пространства. Эта территория была полностью перепроектирована в 1950-е годы последним владельцем имения, графом Ги ван ден Стен де Жеэ. В парке размещены несколько ярких скульптурных композиций.
Огороды остались на прежнем месте. С XIX века они занимают площадь в один гектар. Здесь для нужд владельцев выращивали овощи, ягоды, лекарственные растения и цветы. Территория была огорожены. Во-первых, чтобы защитить посадки от ветра, а во-вторых, от грабителей. Огороды восстановили в начале XX века в учебных и познавательных целях.

## Галерея

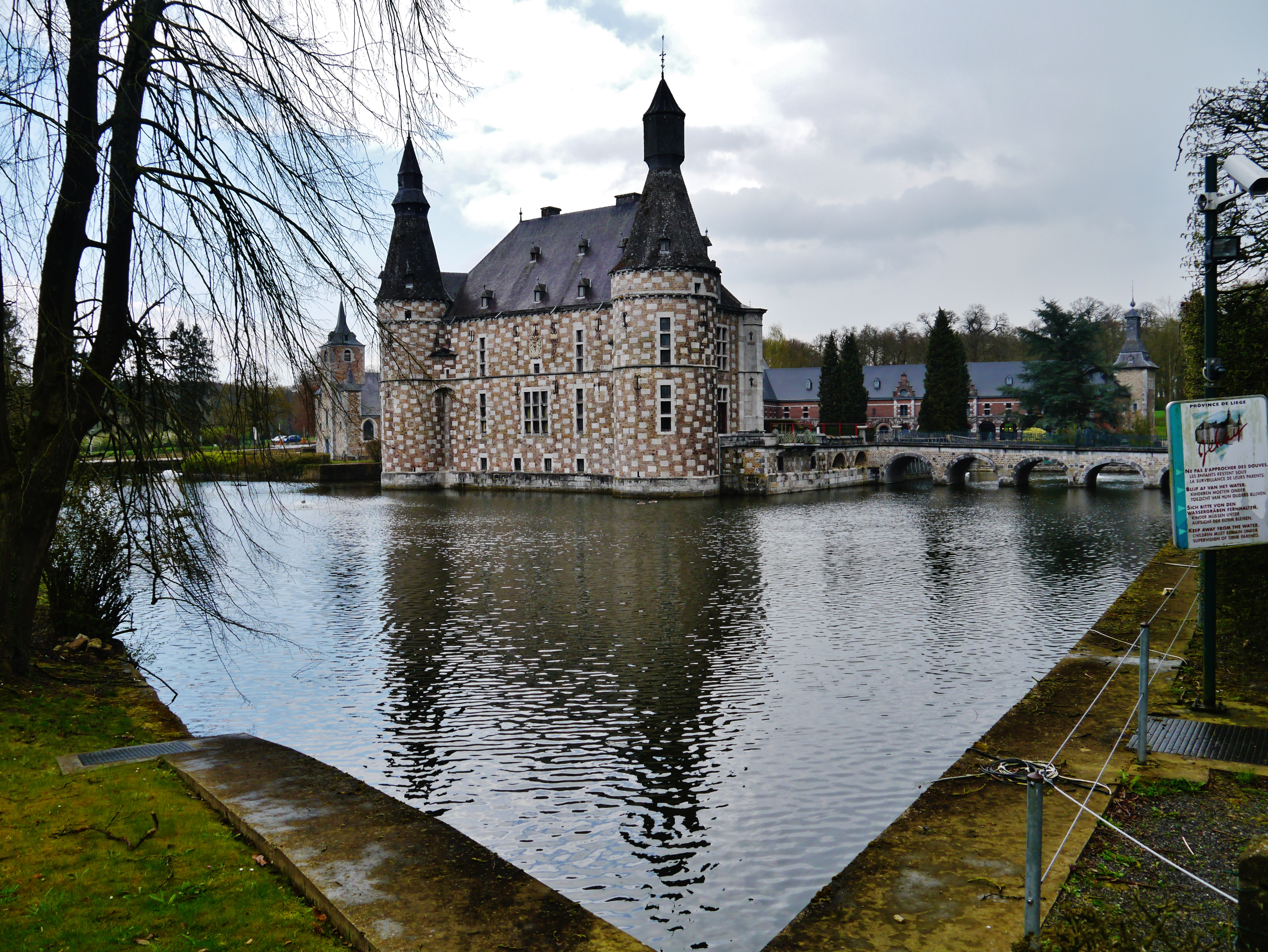
Общий вид замка с юго-западной стороны
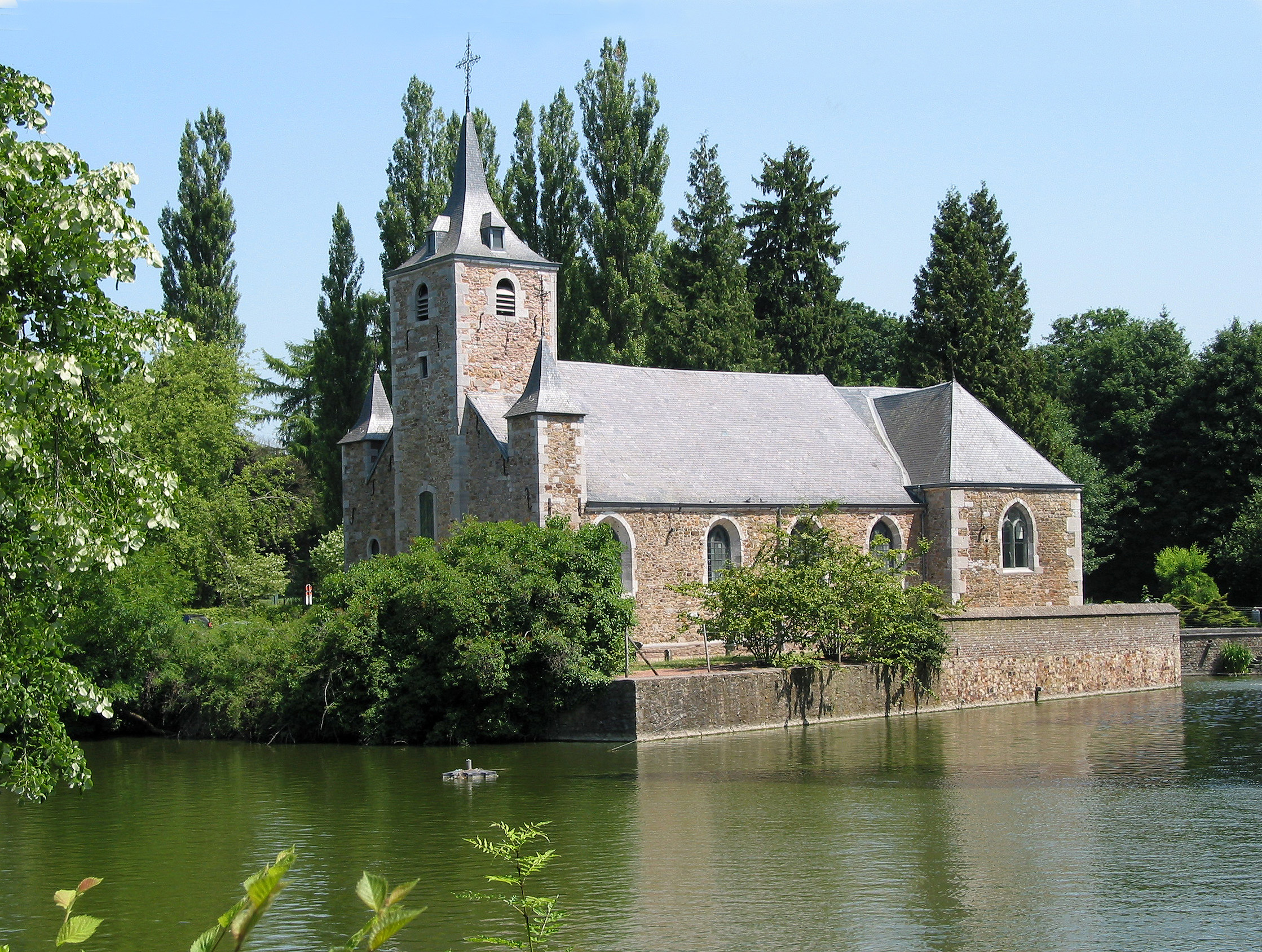
Вид замковой капеллы
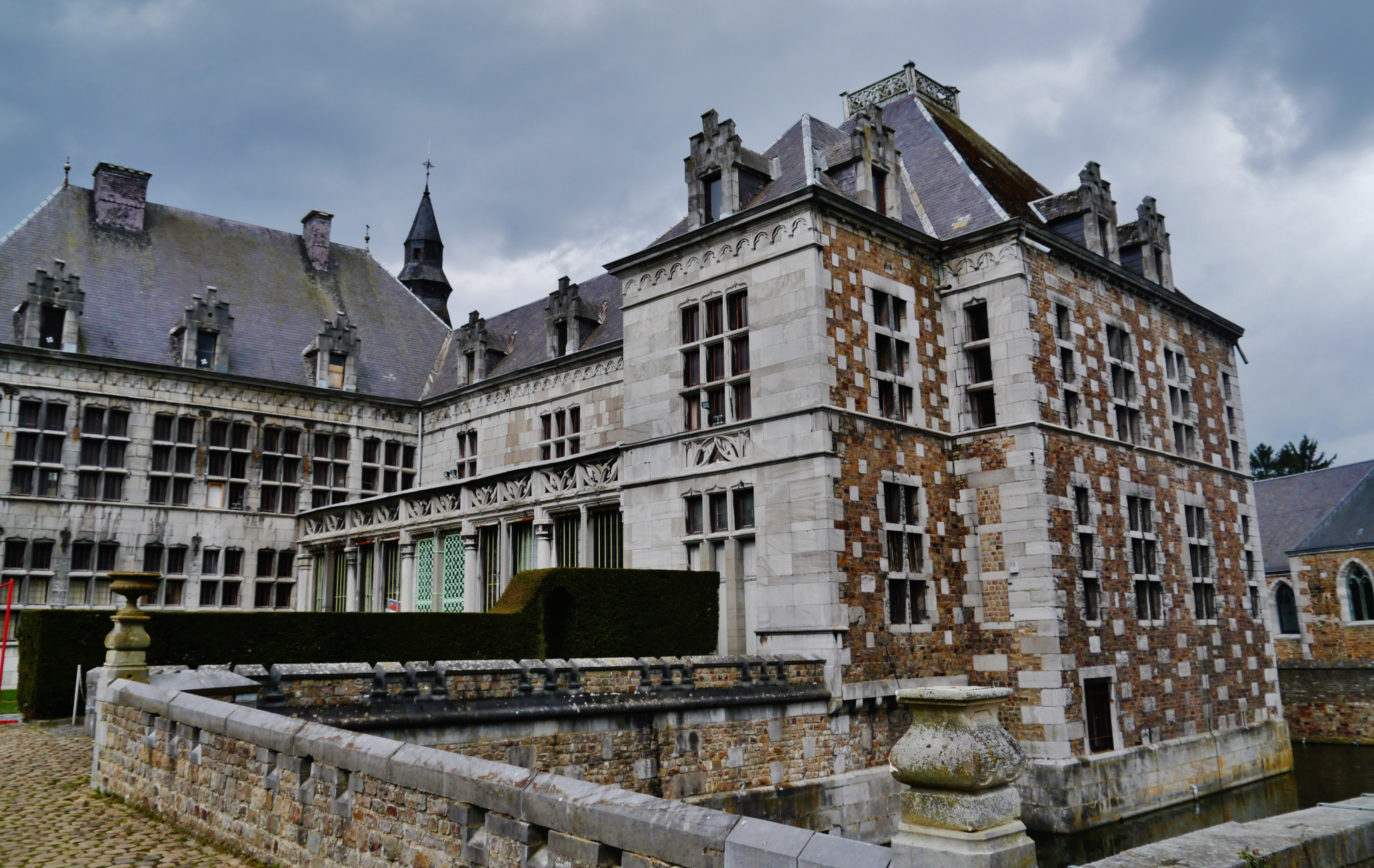
Вид замка с восточной стороны
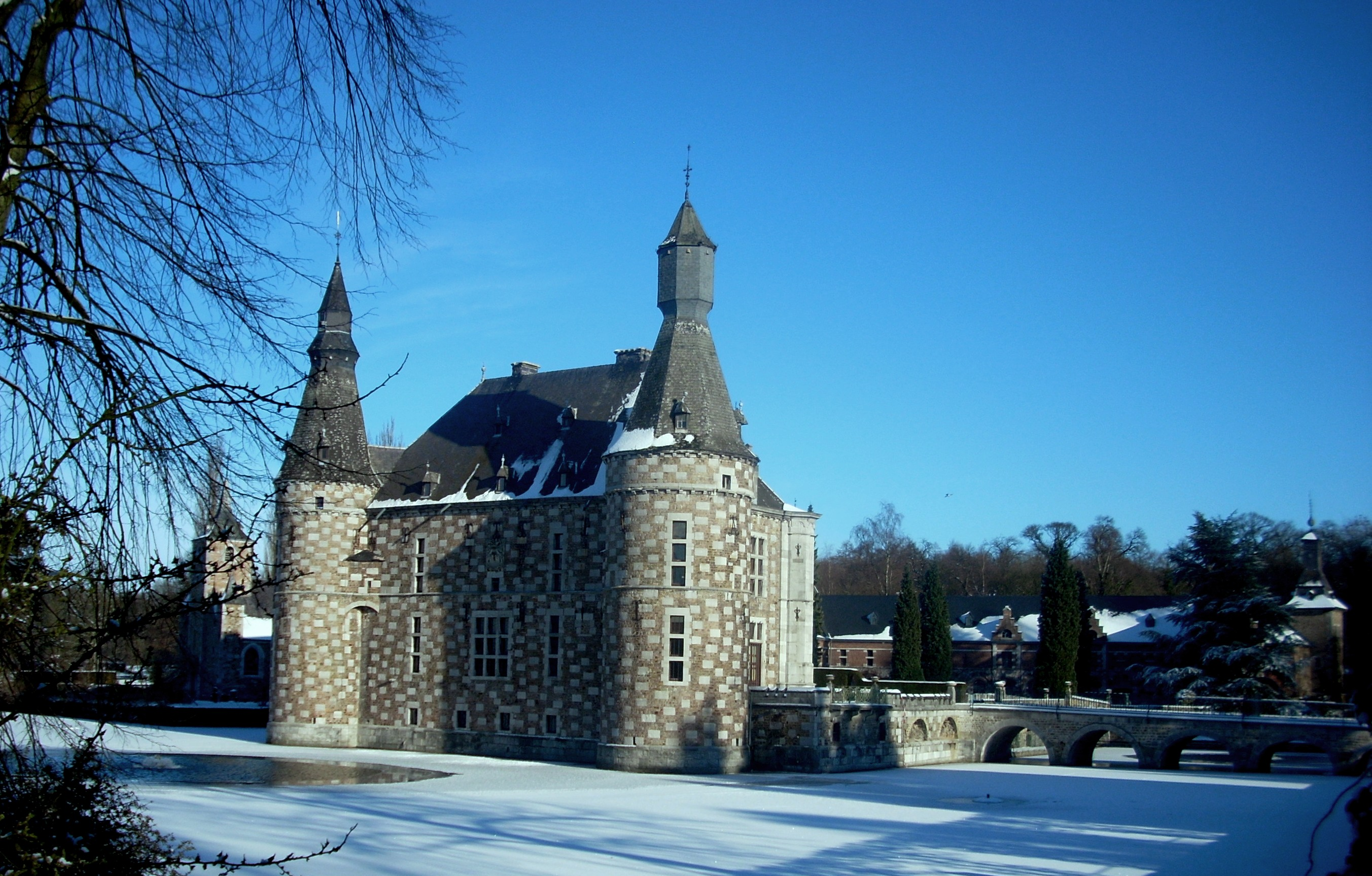
Вид комплекса зимой во время морозов
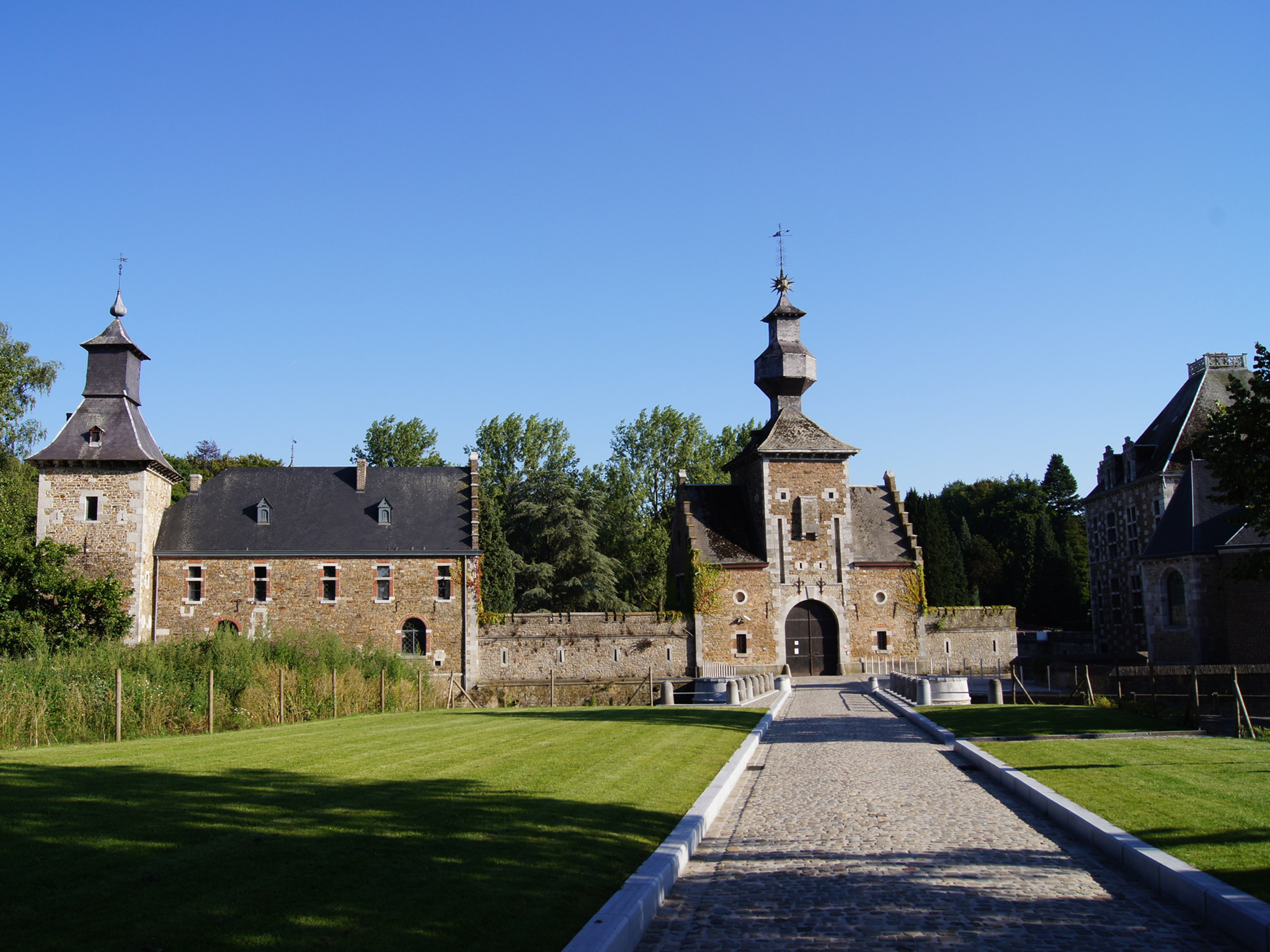
Вид замка с севера, со стороны сторожки